# José de Jesús Pimiento Rodríguez
José de Jesús Pimiento Rodríguez (Zapatoca, Colombia, 18 de febrero de 1919-Floridablanca, Santander, 3 de septiembre de 2019) fue un sacerdote colombiano, arzobispo emérito de Manizales y cardenal de la Iglesia católica desde el 14 de febrero de 2015. En el momento de su muerte era el obispo más veterano (pero no el más viejo en edad) del mundo, así como el cardenal más anciano del mundo.

## Biografía

### Primeros años y sacerdocio
Pimiento nació en el municipio de Zapatoca (Santander) el 18 de febrero de 1919, hijo de Agustín Pimiento y Salomé Rodríguez de Pimiento. Con una vocación sacerdotal que nació a temprana edad, inició su formación eclesiástica en el Seminario de San Gil, donde estudió filosofía de 1936 a 1937, y que concluyó en el Seminario Mayor de Bogotá, donde hizo estudios en teología de 1938 a 1941. Fue ordenado sacerdote para su diócesis el 14 de diciembre de 1941 por monseñor Ismael Perdomo Borrero, arzobispo de Bogotá de aquel entonces.
Durante su primeros años sacerdotales ocupó los cargos de vicario coadjutor de las parroquias de Mogotes (de febrero a abril de 1942), catedral de San Gil (de abril de 1942 a febrero de 1943) y capellán del colegio Guanetá al mismo tiempo de estar en este último. Posteriormente síndico y profesor del Seminario de San Gil (1943-1944), vicario coadjutor de Vélez (1944-1945) y sustituto de Zapatoca (1946-1947), coordinador de Acción Social y de Acción Católica de la Diócesis y capellán del Hospital de San Gil (1947-1955).

### Obispo y arzobispo
A la edad de 36 años (y casi 14 años de ministerio sacerdotal) fue preconizado como obispo titular de Apollonis y auxiliar de Pasto el 14 de junio de 1955 por el papa Pío XII, recibiendo la consagración episcopal el 28 de agosto del mismo año de manos del cardenal arzobispo de Bogotá y primado de Colombia Crisanto Luque Sánchez.
Cuatro años después de su ordenación episcopal, el 30 de diciembre de 1959 el papa Juan XXIII lo trasladó a la Diócesis de Montería, de la cual fue obispo hasta el 29 de febrero de 1964, cuando el papa Pablo VI lo traslada a la Diócesis de Garzón.
Durante este tiempo Monseñor Pimiento participó en las cuatro sesiones del Concilio Vaticano II como padre conciliar, y posteriormente fue escogido como Delegado participante para las II y III Conferencias Generales del Episcopado Latinoamericano, realizadas en Medellín (Colombia, 1968) y Puebla (México, 1979) respectivamente; de nuevo sería escogido para tal función para la IV Conferencia General realizada en Santo Domingo (República Dominicana, 1992).
En julio de 1972 fue elegido Presidente de la Conferencia Episcopal de Colombia, durante dos periodos seguidos hasta 1978; previamente se había desempeñado en esta misma institución como Presidente de la Comisión episcopal de Fe y moral, y luego de la Comisión de límites de diócesis. Participó en diversos Sínodos de los obispos en Roma como delegado de la CEC, y entre 1972 y 1973 fue asesor del Nuncio apostólico en Colombia en el diálogo con los representantes del gobierno colombiano para la revisión y actualización del Concordato suscrito en 1887.
El 22 de mayo de 1975 Pablo VI lo movería de nuevo de sede episcopal, esta vez a la Arquidiócesis de Manizales, donde ejerció su ministerio pastoral durante 21 años. Durante este tiempo se dedicó a la aplicación de los decretos del Concilio Vaticano II, enfocado especialmente hacia la pastoral familiar, la juventud y la sociedad, sin dejar de lado la educación y la academia. Promovió con especial esmero la renovación conciliar a nivel parroquial, en la organización de Seminario Mayor Arquidiocesano y en el Fondo de Bienestar Social del clero.
También emprendió diversas labores eclesiales de carácter social, de interés local y nacional. Entre estas se encuentra el Centro de de Evangelización y Catequesis de la Arquidiócesis de Manizales (CECAM), la Casa Juvenil y la Casa de orientación a la Juventud, el reforzamiento estructural de las torres de la Catedral de Manizales averiadas por el terremoto de 1979, y la remodelación del Seminario Menor en 1979 (que posteriormente se adecuaría como Seminario Mayor). También se destaca la ayuda solidaria a los damnificados por la erupción de volcán Nevado del Ruiz en noviembre de 1985, al promover unas 100 soluciones de vivienda localizadas en el Municipio de Chinchiná (Caldas), en las veredas de Papayal, Los Cuervos y La Guayana de Villamaría, y las aldeas agrícolas La Paz y el Encanto.
Ya en 1994, con 75 años de edad presenta su dimisión como arzobispo de Manizales al papa Juan Pablo II, quien la aceptó el 15 de octubre de 1996. En este tiempo se desplazó al Urabá antioqueño para ejercer su servicio pastoral como misionero en la Diócesis de Apartadó (particularmente en la Parroquia de Turbo) donde él mismo, como Arzobispo de Manizales fue promotor de la experiencia misionera más allá de su jurisdicción diocesana. En el año 2005 se celebraron sus Bodas de oro episcopales, y por 21 meses fue Administrador apostólico de su Diócesis natal. es obispo hace 62 años

### Cardenal
En el Ángelus del domingo 4 de enero de 2015 el papa Francisco anunció la celebración de un consistorio público para la creación de 20 nuevos cardenales provenientes de diversos países, que se llevó a cabo el 14 de febrero del mismo año en la Basílica de San Pedro; cinco de ellos, cardenales no electores en un eventual cónclave (por superar los 80 años de edad) entre los cuales se encuentra monseñor Pimiento, de 95 años. A dicha ceremonia no pudo asistir por motivos de edad avanzada, sin embargo el mismo 14 de febrero fue creado y proclamado Cardenal presbítero con el Titulus de San Juan Crisóstomo en Monte Sacro Alto.
Finalmente, el 28 de febrero de 2015, monseñor Pimiento recibió de manos del cardenal Arzobispo de Bogotá Rubén Salazar Gómez el birrete, el anillo cardenalicio y el pergamino con el Título otorgado por el papa, en una ceremonia presidida por el Primado de Colombia y el Nuncio Apostólico en Colombia Monseñor Ettore Balestrero, que se realizó en la Catedral Primada de Colombia.
Falleció en la casa Sacerdotal San José del Seminario Mayor Arquidiocesano de Bucaramanga el tres de septiembre de 2019 en Floridablanca (Santander) a causa de un infarto. Fue el último obispo conciliar del Concilio Vaticano II. Por deseo suyo, fue sepultado en la Catedral de la Sagrada Familia de Bucaramanga.